# Ramsgate, Africa de Sud
Ramsgate este un oraș din provincia KwaZulu-Natal, Africa de Sud.